# Thom Hunt
Thom Hunt (Coronado, 17 marzo 1958) è un ex mezzofondista ed ex maratoneta statunitense.

## Palmarès
| Anno | Manifestazione      | Sede       | Evento         | Risultato | Prestazione | Note |
| ---- | ------------------- | ---------- | -------------- | --------- | ----------- | ---- |
| 1976 | Mondiali di cross   | Chepstow   | Corsa juniores | Argento   | 24'07"      |      |
| 1976 | Mondiali di cross   | Chepstow   | A squadre      | Oro       | 16 p.       |      |
| 1977 | Mondiali di cross   | Düsseldorf | Corsa juniores | Oro       | 23'15"      |      |
| 1977 | Mondiali di cross   | Düsseldorf | A squadre      | Oro       | 36 p.       |      |
| 1981 | Mondiali di cross   | Madrid     | Corsa seniores | 8º        | 35'23"      |      |
| 1981 | Mondiali di cross   | Madrid     | A squadre      | Argento   | 114 p.      |      |
| 1983 | Mondiali di cross   | Gateshead  | Corsa seniores | 28º       | 37'46"      |      |
| 1983 | Mondiali di cross   | Gateshead  | A squadre      | Argento   | 136 p.      |      |
| 1983 | Giochi Panamericani | Caracas    | 10000 m piani  | 11º       | 31'36"69    |      |

## Campionati nazionali
1985
- 10º ai campionati statunitensi, 10000 m piani - 29'02"90

1986
- 9º ai campionati statunitensi di corsa campestre - 31'09"

1987
- 24º ai campionati statunitensi, 10000 m piani - 30'41"

## Altre competizioni internazionali
1977
- 13º alla Cinque Mulini ( San Vittore Olona) - 31'51"

1979
- 4º al Bauhaus-Galan ( Stoccolma), 3000 m siepi - 8'31"57

1985
- 19º al Prefontaine Classic ( Eugene), 5000 m piani - 13'56"0
- Argento alla Mezza maratona di San Diego ( San Diego) - 1h04'37"

1987
- 23º alla Maratona di New York ( New York) - 2h17'20"